# Trollsmultron
Trollsmultron (Potentilla rupestris) är en växtart i familjen Rosväxter.